# Котороаја (Галац)
Котороаја (рум. Cotoroaia) насеље је у Румунији у округу Галац у општини Черцешти. Oпштина се налази на надморској висини од 177 m.

## Становништво
Према подацима из 2002. године у насељу је живело 847 становника, од којих су сви румунске националности.